# Sárgacsőrű füleskuvik
A sárgacsőrű füleskuvik (Otus icterorhynchus) a madarak (Aves) osztályának a bagolyalakúak (Strigiformes) rendjéhez, ezen belül a bagolyfélék (Strigidae) családjához tartozó faj.

## Rendszerezése
A fajt George Ernest Shelley angol ornitológus írta le 1873-ban, a Scops nembe Scops icterorhynchus néven.

## Alfajai
- Otus icterorhynchus icterorhynchus (Shelley, 1873) - Guinea, Libéria, Elefántcsontpart és Ghána
- Otus icterorhynchus holerythrus (Sharpe, 1901) - Kamerun déli része, Gabon, a Kongói Köztársaság északi része, a Közép-afrikai Köztársaság és a Kongói Demokratikus Köztársaság északi és keleti része  [2]

## Előfordulása
Afrika nyugati és középső részén honos. Természetes élőhelyei a szubtrópusi és trópusi síkvidéki esőerdők és cserjések, valamint másodlagos erdők. Állandó, nem vonuló faj.

## Megjelenése
Testhossza 20 centiméter.

## Életmódja
Valószínűleg rovarokkal táplálkozik.

## Természetvédelmi helyzete
Az elterjedési területe nagyon nagy, egyedszáma pedig stabil. A Természetvédelmi Világszövetség Vörös listáján nem fenyegetett fajként szerepel.

## További információ
- Képek az interneten a fajról
- Xeno-canto.org - a faj hangja és elterjedési területe